# سیارک ۱۰۷۶۷
سیارک ۱۰۷۶۷ (به انگلیسی: 10767 Toyomasu، نامگذاری:1990UF1) ده هزار و هفتصد و شصت و هفتمین سیارک کشف شده‌است که در ۲۲ اکتبر ۱۹۹۰ کشف شد.
قدر مطلق سیارک برابر ۲۴.۵ است.